# القهرة (العرش)

تعديل مصدري - تعديل

القهرة هي إحدى قرى قيفه بمديرية القريشيه التابعة لمحافظة البيضاء، بلغ تعداد سكانها 340 نسمة حسب تعداد اليمن لعام 2004.